# Krauschwitz
Krauschwitz (officiellt: Krauschwitz i.d. O.L.) är en kommun och ort i Landkreis Görlitz i förbundslandet Sachsen i Tyskland. Kommunen har cirka 3 300 invånare.